# ハロー・アイ・ラヴ・ユー
「ハロー・アイ・ラヴ・ユー」（Hello, I Love You）は、ドアーズが1968年に発表したシングル。

## 解説
アルバム『太陽を待ちながら』（1968年）からの第2弾シングルとして発売された。本国アメリカでは「ハートに火をつけて」（1967年）以来の1位獲得シングルとなった。全英チャートでは最高15位。1991年に「ハートに火をつけて」の再発シングルが全英7位に達するまでは、イギリスにおけるドアーズ最大のヒット・シングルであった。
キンクスが1964年に発表したヒット曲「オール・オブ・ザ・ナイト」に似ているということで物議を醸したが、同曲を作曲したキンクスのレイ・デイヴィスは後年、松村雄策によるインタビューにおいて、「ハロー・アイ・ラヴ・ユー」のことは知っていたが訴える気はなかったという趣旨のコメントをしている。また、ドアーズのギタリストのロビー・クリーガーは、「オール・オブ・ザ・ナイト」よりもむしろクリームの「サンシャイン・オブ・ユア・ラヴ」のリズムに影響を受けたと語っている。

## カヴァー
- レターメン - 『Put Your Head on My Shoulder』（1968年）
- オックス - 『テル・ミー/オックス・オン・ステージNo.1』（1969年）
- 遠藤ミチロウ - 『ベトナム伝説』（1984年）
- ザ・キュアー - オムニバス・アルバム『Rubáiyát: Elektra's 40th Anniversary』（1990年）に提供
- DER ZIBET - 『HOMO DEMENS』（1990年）
- ミッシング・パーソンズ - 『Missing Persons』（1980年） - 自主制作デビューEP収録
- シンプル・マインズ - 『Neon Lights』（2001年）
- 清春 - シングル「狂った果実」（2009年）のカップリング
- 上田正樹 with Reggae Rhythm - 『FINAL FRONTIER』（2009年）